# Carmen Guaita
Carmen Guaita Fernández (Cádiz, 1960) es una escritora y profesora española.

## Biografía
Estudió filosofía y trabaja en el Colegio San Miguel de Madrid. Es miembro de varias asociaciones sobre arbitraje y deontología y de la ONG Delwende, que sostiene proyectos educativos.
Colabora también en diferentes media como INED 21.

## Obras
- Los amigos de mis hijos (2007)
- Contigo aprendí (2008)
- Desconocidas, una geometría de las mujeres (2009)
- La flor de la esperanza (2010)
- Memorias de la pizarra (2012)
- Cartas para encender linternas (2012)
- Jilgueros en la cabeza (2015)
- Encuentros:Reflexiones y parábolas (2017)
- Todo se olvida (2019)
- Consolación (2021)
- La celda cerrada (2023)